# Moussonvilliers
Moussonvilliers település Franciaországban, Orne megyében. Lakosainak száma 219 fő (2018. január 1.). Moussonvilliers Armentières-sur-Avre, La Chapelle-Fortin, La Ferté-Vidame, Rohaire, Marchainville és Saint-Maurice-lès-Charencey községekkel határos.

## Népesség
A település népességének változása:
| Lakosok száma | 228  | 227  | 220  | 219  |
|               | 2013 | 2015 | 2017 | 2018 |